# Biagio Brugi

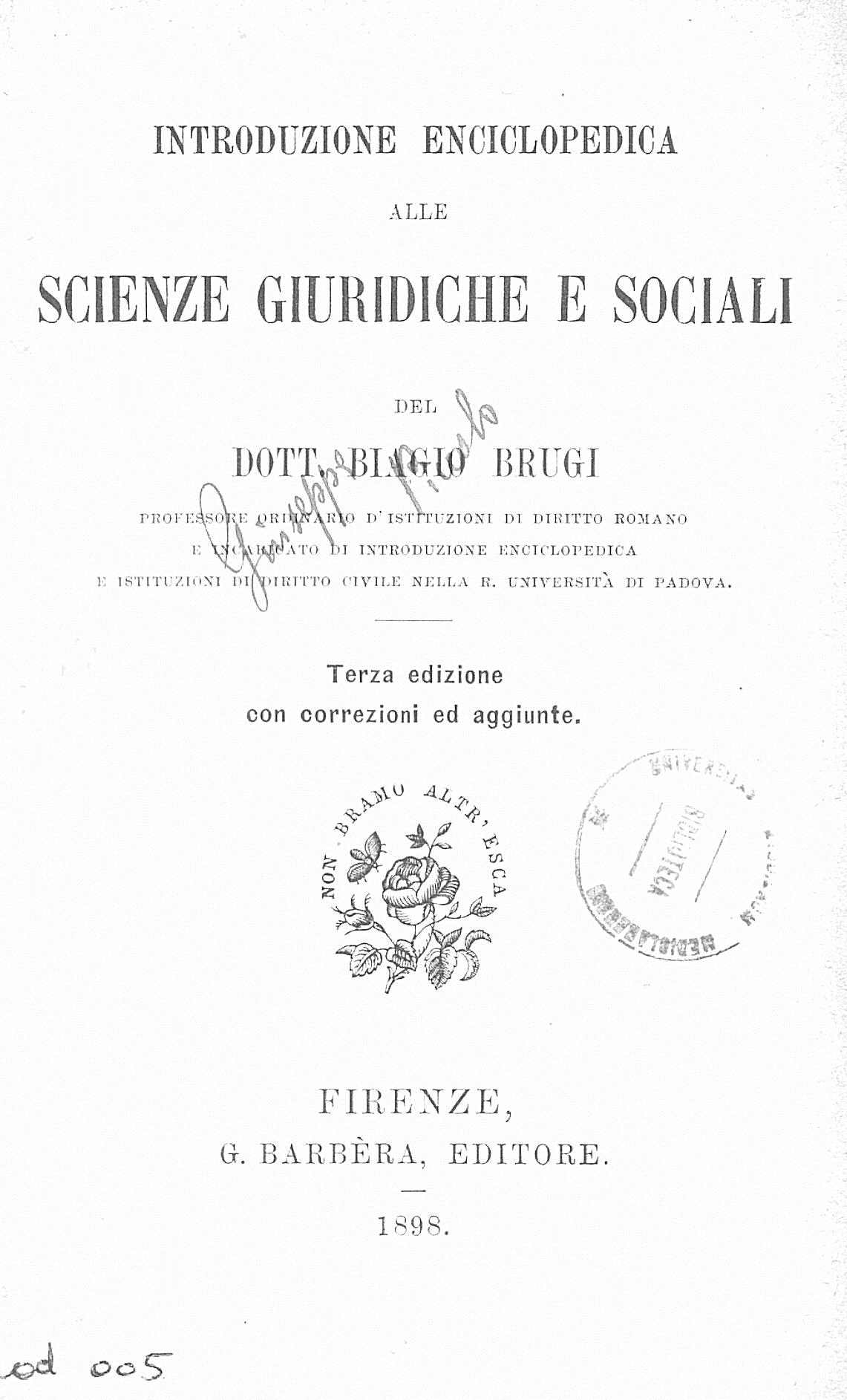
Introduzione enciclopedica alle scienze giuridiche e sociali, 1898

Biagio Brugi (Orbetello, 13 agosto 1855 – Desio, 21 maggio 1934) è stato un giurista italiano.

## Biografia
Nel 1875 si laureò in Giurisprudenza a Pisa, dove nei corsi di diritto romano gli era stato maestro Filippo Serafini.
Insegnò diritto romano all'Università degli Studi di Catania (1882), di Padova (1885) e all'Università di Pisa (1918-1930)
Le sue opere misero in rilievo l'importanza del Diritto romano nella Giurisprudenza contemporanea.
Il suo trattato del 1891 Introduzione enciclopedica alle scienze giuridiche e sociali nel sistema della giurisprudenza enfatizzò l'importanza della ricerca nelle scienze politiche e sociali per lo studio della legge. 
Brugi fu membro dell'Accademia dei Lincei, dell'Istituto veneto di scienze, lettere ed arti e di altre accademie. Nel 1928 divenne senatore a vita.

## Opere
- I fausti aurei del diritto romano. Studi preliminari, Pisa, Vannucchi, 1879.
- I romanisti della scuola storica e la sociologia contemporanea, Palermo, 1883.
- Il moderno positivismo e la filosofia dei giuristi romani, Urbino, 1889.
- La scuola padovana di diritto romano nel sec. XVI, Padova, 1888.
- Le dottrine giuridiche degli agrimensori romani, Padova, 1887 (ebbe nel 1890 il premio reale dei Lincei).
- Introduzione enciclopedica alle scienze giuridiche e sociali nel sistema della giurisprudenza, Milano, 1890.
  -  Introduzione enciclopedica alle scienze giuridiche e sociali, Firenze, Barbèra, 1898.
- Istituzioni di diritto romano giustinianeo, Verona, 1894.
- Per la tradizione italiana nella nostra giurisprudenza, Napoli, 1915.
- Per la storia della giurisprudenza e delle università italiane. Saggi, Torino, 1915.